# HMS Encounter (1934)
HMS Encounter (H10) was een Engelse torpedobootjager van de E-klasse. Het schip werd gebouwd door Hawthorn Leslie and Company. De tewaterlating vond plaats op 29 maart 1934 en op 2 november 1934 volgde de indienststelling bij de Royal Navy.

## De oorlog
De Encounter kwam tijdens de Tweede Wereldoorlog in actie. Op 6 februari 1941 zette de Encounter in konvooiverband vanuit Gibraltar koers naar het zuidwesten. Ze had tot taak Duitse en Italiaanse uitkijkposten in Spanje te misleiden. De torpedobootjagers HMS Duncan, HMS Isis, HMS Firedrake en HMS Jupiter koersten ondertussen naar het oosten, naar de Middellandse Zee waar ze op jacht gingen naar onderzeeboten. Later keerde het konvooi om en voer het op 11 februari weer langs Gibraltar om zich weer bij de vier torpedobootjagers te voegen.
De Encounter patrouilleerde nog maandenlang nabij het Suezkanaal en Malta. Ze liep averij op en moest hiervoor in dok. Na voltooiing van de herstelwerkzaamheden ging ze op weg naar Batavia. Op 25 februari 1942 gaf vice-admiraal Conrad Helfrich alle beschikbare schepen bevel op te stomen naar Soerabaja en zich bij de Eastern Striking Force van Karel Doorman te voegen. Behalve de Encounter gingen ook HMS Exeter, HMAS Perth en nog twee Britse torpedobootjagers, de Jupiter en de Electra op weg. De Eastern Striking Force werd later The Combined Striking Force genoemd.
Op 26 februari beval Helfrich Doorman in alle vroegte te vertrekken en dertig Japanse troepenschepen te onderscheppen en vervolgen naar Batavia terug te keren. Om 06.30 uur vertrok de vloot die bestond uit HMS Exeter, USS Houston, HMAS Perth, de Nederlandse kruisers Hr. Ms. De Ruyter en Hr. Ms. Java. Ze werden vergezeld door negen torpedobootjagers: HMS Electra, HMS Encounter, HMS Jupiter, USS John D. Edwards, USS Alden, USS John D. Ford, USS Paul Jones, Hr. Ms. Witte de With en Hr. Ms. Kortenaer.

### Slag in de Javazee
De Encounter nam gedurende zeven uur deel aan de Slag in de Javazee. Om 17.13 uur werd Hr. Ms. Kortenaer midscheeps getroffen door een torpedo van de Japanse kruiser Haguro en zonk ze vrijwel meteen. Daarbij sneuvelden 59 bemanningsleden. Ru Crommelin was een van de 113 drenkelingen. Hij bracht de mannen, die in hun reddingsboten en met hun reddingsvesten aan in de met olie bedekte zee dobberden, bijeen zodat ze uiteindelijk konden worden gered door de Encounter. Ze werden overgebracht naar Soerabaja.
Daarna moest de Encounter samen met USS Pope HMS Exeter escorteren. De drie schepen verlieten Soerabaja op 28 februari 1942. De volgende dag, toen ze op weg waren naar Borneo, werden ze aangevallen. Er volgde een drie uur durend gevecht. Aan het eind van de ochtend waren de twee Britse schepen door geschutvuur getroffen. Een uur later werd ook USS Pope getroffen. De drie schepen vergingen.
Twintig uren later werden 442 drenkelingen gered door de Japanse Ikazuchi, onder commando van Shunsaku Kudō (1901-1979). Een van hen was de latere Britse diplomaat Sir Sam Falle. De redding is later verfilmd.